# Vobkent
Vobkent (kyrillisch Вобкент; russisch Вабкент Wabkent) ist eine Stadt in der usbekischen Viloyat Buchara, gelegen etwa 25 km nördlich der Stadt Buchara auf 240 m Seehöhe. 1989 wurden in der Stadt beim Zensus etwa 12.400 Einwohner gezählt, einer Berechnung für 2009 zufolge beträgt die Einwohnerzahl 17.896. Vobkent ist Hauptort eines gleichnamigen Distriktes.

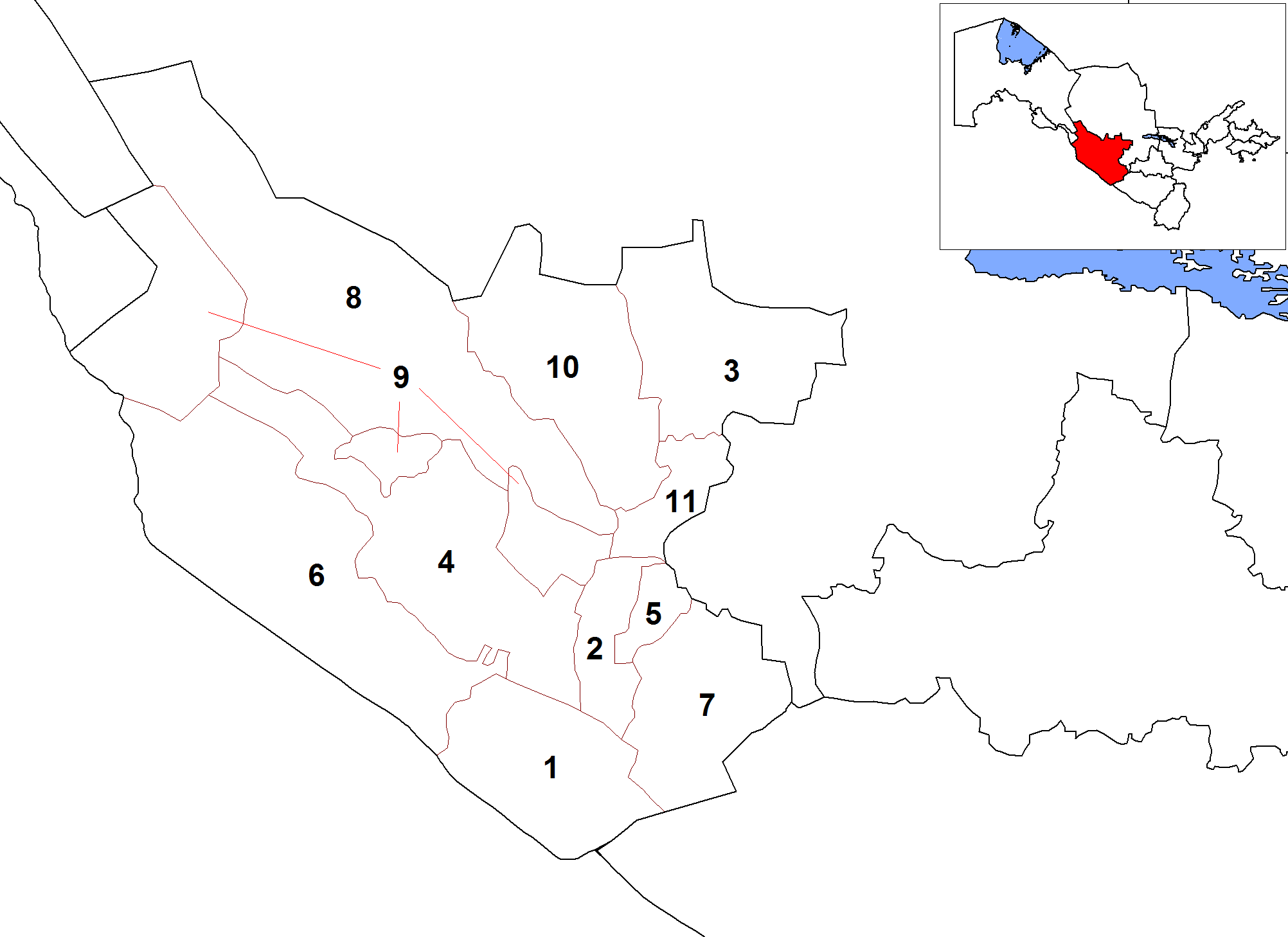
Distrikte in der Viloyat Buchara; Vobkent als Nummer 11 gekennzeichnet

Touristische Hauptattraktion Vobkents ist ein 28,7 m hohes Minarett aus der Zeit der Karachaniden, erbaut in den Jahren 1197 bis 1199. Das Minarett hat Ähnlichkeiten mit dem Kalon-Minarett in Buchara, wirkt jedoch weniger elegant.
An Sonntagen wird in Vobkent ein Markt abgehalten.